# Isaac Méndez
Isaac Méndez Bidegaray (Cardona, 19 aprile 2001) è un calciatore uruguaiano, centrocampista dell'Uruguay Montevideo.

## Carriera
Méndez è cresciuto nel settore giovanile del Defensor Sporting, che ha lasciato nel 2020 per firmare con l'Atenas. Ha giocato il suo primo incontro professionistico il 18 agosto in Segunda División contro l'Albion.
Al termine della stagione è passato a titolo definitivo al Rampla Juniors. Il 20 aprile 2024 ha segnato il suo primo gol in carriera nella trasferta persa 6-2 contro il Nacional.

## Statistiche

### Presenze e reti nei club
Statistiche aggiornate al 20 maggio 2024.
| Stagione        | Squadra         | Campionato      | Campionato | Campionato | Coppe nazionali | Coppe nazionali | Coppe nazionali | Coppe continentali | Coppe continentali | Coppe continentali | Altre coppe | Altre coppe | Altre coppe | Totale | Totale | Totale |
| Stagione        | Squadra         | Comp            | Pres       | Reti       | Comp            | Pres            | Reti            | Comp               | Pres               | Reti               | Comp        | Pres        | Reti        | Pres   | Reti   |        |
| --------------- | --------------- | --------------- | ---------- | ---------- | --------------- | --------------- | --------------- | ------------------ | ------------------ | ------------------ | ----------- | ----------- | ----------- | ------ | ------ | ------ |
| 2020            | Atenas          | SD              | 6          | 0          |                 | -               | -               |                    | -                  | -                  |             | -           | -           | 6      | 0      |        |
| 2021            | Rampla Juniors  | SD              | 14         | 0          |                 | -               | -               |                    | -                  | -                  |             | -           | -           | 14     | 0      |        |
| 2022            | Rampla Juniors  | SD              | 22         | 0          | CU              | 2               | 0               |                    | -                  | -                  |             | -           | -           | 24     | 0      |        |
| 2023            | Rampla Juniors  | SD              | 32         | 0          | CU              | 1               | 0               |                    | -                  | -                  |             | -           | -           | 33     | 0      |        |
| 2024            | Rampla Juniors  | PD              | 5          | 1          | CU              | 0               | 0               |                    | -                  | -                  |             | -           | -           | 5      | 1      |        |
| Totale carriera | Totale carriera | Totale carriera | 79         | 1          |                 | 3               | 0               |                    | -                  | -                  |             | -           | -           | 82     | 1      |        |